# 南淵請安
南淵請安（？—？），又名南淵漢人，日本飛鳥時代学問僧，大和国高市郡南淵村人（現在奈良縣飛鳥川上流明日香村)。漢人之稱可能指他祖先是東漢氏渡來人知識分子。

## 經歷
608年（推古天皇16年），從遣隋使小野妹子、高向玄理、僧旻等8人赴隋留學，停留了32年。曾見聞隋亡唐興過程。640年（舒明天皇12年），與高向玄理歸國，把隋唐知識傳入日本。
中大兄皇子與中臣鎌子後在南淵請安的私塾討論打倒蘇我氏的計劃，請安的知識對大化改新有重要幫助。